# Huldrefolk
Huldrefolk is een Belgische blackmetalband die opgericht is door zanger Drang en leadgitarist Leshyj. De band volgens de huidige bezetting bestaat in feite sinds de zomer van 2006, terwijl er op hun site te lezen staat dat het project al gestart werd in 2003.
Het thema van de band behandelt een trollenvolk (huldervolk) die mensen teisteren. Op hun optredens zijn de bandleden besmeurd met modder. De teksten gaan voornamelijk over de ellende en miserie in de middeleeuwen. In het najaar van 2006 kwam hun eerste demo op cd uit, genaamd Pest Alchemie. Begin 2007 kwam een volwaardige cd uit van Huldrefolk, Eeuwenhout.

## Bandleden
Huldrefolk bestaat uit:
- Drang: zang/gitaar
- Leshyj: gitaar
- Hammerman: drums

Voorheen maakten ook Nekker als  bassist en Waldschrat al  gitarist deel uit van de band.

## Discografie
- Pest Alchemie (2006, demo)
- Eeuwenhout (2007, CD)
- Morbide Elite (2009, CD)